# 腺梗蔷薇
腺梗蔷薇（学名：Rosa filipes）为蔷薇科蔷薇属下的一个种。

## 扩展阅读
- 維基物種上的相關：腺梗蔷薇